# ليو الرابع
ليو الرابع خزر (بالإنجليزية: Leo IV)‏ (لغة يونانية: Λέων Δ΄ ὁ Χάζαρος, Leōn IV ho Khazaros) (25 يناير 750 – 8 سبتمبر 780) كان إمبراطور الإمبراطورية البيزنطية من 775 حتى 780 م.

## الأدب
- Ostrogorsky، George (1956). History of the Byzantine State. Oxford: Basil Blackwell. مؤرشف من الأصل في 2020-04-11.
- Garland, Lynda, Irene of Athens, at roman-emperors.org
- Garland, Lynda, Leo IV, at roman-emperors.org
- Jenkins, Romilly, Byzantium: The Imperial Centuries (A.D. 610–1071), Weidenfeld and Nicoloson, 1966.
- Treadgold, Warren, The Byzantine Revival, Stanford University Press, 1988.
- The Chronicle of Theophanes Anni Mundi 6095–6305 (A.D. 602–813), Tr. Harry Turtledove University of Pennsylvania Press, 1982.

| ليو الرابع الإمبراطورية البيزنطية تحت حكم السلالة الإيساوريةولد: 25 يناير 750 توفي: 8 سبتمبر 780 |                                                  |                     |
| ألقاب ملكية                                                                                      |                                                  |                     |
| سبقه قسطنطين الخامس                                                                              | الإمبراطور البيزنطي 14 سبتمبر 775 – 18 يونيو 780 | تبعه قسطنطين السادس |